# Styringomyia ingrami
Styringomyia ingrami är en tvåvingeart som beskrevs av Edwards 1924. Styringomyia ingrami ingår i släktet Styringomyia och familjen småharkrankar. Inga underarter finns listade i Catalogue of Life.